# Sonderstaatsanwaltschaft zur Korruptionsbekämpfung
Die ukrainische Sonderstaatsanwaltschaft zur Korruptionsbekämpfung (ukrainisch Спеціалізована антикорупційна прокуратура) ist die Behörde, welche die vom Nationalen Antikorruptionsbüro der Ukraine (NABU) untersuchten Fälle zur Anklage bringt.
Am 22. Juli 2025 trat ein Gesetz in Kraft, das die beiden bisher unabhängigen Behörden der Generalstaatsanwaltschaft der Ukraine unterstellte, was zu landesweiten Protesten der Bevölkerung führte.